# جایگزینی انتقالی

شمایی از جایگزینی متقاطع و جایگزینی انتقالی.

در زیست‌شناسی مولکولی و ژنتیک، جایگزینی انتقالی (انگلیسی: Transition) به نوعی جهش نقطه‌ای گفته می‌شود که طی آن یک نوکلئوتید پورین با یک نوکلئوتید پورین دیگر (A ↔ G) یا یک نوکلئوتید پیریمیدین با یک نوکلئوتید پیریمیدین دیگر (C ↔ T) جایگزین می‌شوند.
از هر ۳ مورد چندریختی تک-نوکلئوتید، ۲ موردش «جایگزینی انتقالی» است.
جایگزینی انتقالی را می‌توان به وسیلهٔ «دِآمیناسیون اکسیداتیو» و «توتومریزاسیون» ایجاد کرد.
با آنکه از لحاظ آماری، احتمال وقوع جایگزینی متقاطع باید بیشتر باشد، اما در عمل، «جایگزینی انتقالی» به میزان بیشتری در ژنوم یافت می‌شود که احتمالاً علت آن، مکانیسم ملکولی وقوع این پدیده‌ها است.
همچنین ۵-متیل‌سیتوزین نسبت به سیتوزین، احتمال بیشتری دارد تا دچار «جایگزینی انتقالی» شود که علتِ آن «دِآمیناسیون خودبه‌خودی» آن است. دانستنِ این موضوع در آنجا اهمیت دارد که می‌توان دلیلِ نادربودن «CpG islands» را دریافت.